# Dansmaran i Örnsköldsvik och Härnösand
Maran kallas ett dansevenemang med social pardans i bugg & foxtrot som omväxlande hållits Örnsköldsviks Folkets Park och på Parkaden i Härnösand. Genom åren har uppemot ett 30-tal dansband medverkat. Några av dem som gjort många spelningar på dansmaran är Perikles, Blender och Expanders. Perikles var dessutom med nästan ända från starten.

## Historia
De första åren i mitten av 1990-talet var det ett endagsarrangemang på fredagen men sedan hösten 1997 innefattar arrangemanget en fredag och lördag.
Vintern 2012-2013 bjöd Folkets Parks ägare, Örnsköldsviks kommun, ut parken till försäljning, vilket sedermera föranledde ett abrupt slut på Folkets Parks dansverksamhet. För att rädda kvar arrangemanget tog nya arrangörer över och Maran flyttades tio mil söderut till Parkaden i Härnösand där arrangemanget genomfördes hösten 2013 och vintern 2014. För höstmaran 2014 och båda marorna 2015 återvände man temporärt till Örnsköldsviks Folkets Park som under den perioden i övrigt stod obrukad, men från och med 2016 hålls Maran åter på den nya adressen Parkaden i Härnösand.

## Arrangör nummer ett (Örnsköldsviks folkets park)
| Upplaga 1995-2013 | Band fredagen                     | Band lördagen                   | Kommentarer - Artiklar                                                                 |
| ----------------- | --------------------------------- | ------------------------------- | -------------------------------------------------------------------------------------- |
| 1995 vinter       | Zlips, Boogart, Martinez          | Ingen dans                      |                                                                                        |
| 1995 höst         | Boogart, Zlips, Svänzons          | Ingen dans                      |                                                                                        |
| 1996 vinter       | Perikles, Boogart, Snacks         | Ingen dans                      | Perikles gör sin första spelning på maran.                                             |
| 1996 höst         | Boogart, Zlips, Chaps             | Ingen dans                      | Boogart, med Anna Lundberg i spetsen, vann Svenska dansbandsmästerskapen det här året. |
| 1997 vinter       | Boogart, Tendenz, Vagabond        | Boogart, Perikles, Snacks       | Maran körs för första gången två kvällar i rad.                                        |
| 1997 höst         | Vagabond, Svänzons                | Boogart, Zlips, Vagabond        |                                                                                        |
| 1998 vinter       | Perikles, Vagabond                | Perikles, Boogart, Boogie       | P4 Aftondans med Vagabond under fredagen                                               |
| 1998 höst         | Boogart, Watson                   | Boogart, Vagabond, Boogie       |                                                                                        |
| 1999 vinter       | Zlips, Vagabond, Boogie           | Perikles, Vagabond, Boogart     |                                                                                        |
| 1999 höst         | Watson, Boogart                   | Vagabond, Boogart, Perikles     |                                                                                        |
| 2000 vinter       | Boogart, Coola Killar, Watson     | Vagabond, Boogart, Zlips        | Vagabond gör sin sista spelning                                                        |
| 2000 höst         | Barbados, Boogart                 | Perikles, Zlips, Expanders      |                                                                                        |
| 2001 vinter       | Boogart, Jannez                   | Perikles, Boogart, Casanovas    |                                                                                        |
| 2001 höst         | Boogart, Perikles, Zlips          | Boogart, Perikles, Coola Killar |                                                                                        |
| 2002 vinter       | Wahlströms, Jannez, Selex         | Perikles, Zlips, Vanilla        | Wahlströms gör sin första spelning på maran.                                           |
| 2002 höst         | Boogart, Cheerie, Avalon          | Blender, Zlips, Vanilla         | Blender gör sin första spelning på maran.                                              |
| 2003 vinter       | Blender, Jannez, Wahlströms       | Boogart, Zlips, Perikles        |                                                                                        |
| 2003 höst         | Perikles, Boogart, Zlips          | Perikles, Blender, Cheerie      |                                                                                        |
| 2004 vinter       | Boogart, Jannez, Wahlströms       | Blender, Zlips, Casanovas       |                                                                                        |
| 2004 höst         | Perikles, Zlips, Avalon           | Boogart, Blender, Gamblers      |                                                                                        |
| 2005 vinter       | Boogart, Blender, Casanovas       | Perikles, Zlips, Wahlströms     |                                                                                        |
| 2005 höst         | Zlips, Blender, Highlights        | Boogart, Perikles, Wahlströms   |                                                                                        |
| 2006 vinter       | Blender, Expanders, Date, Face 84 | Boogart, Zlips, Wahlströms      | Debut för ett dansband bestående av endast tjejer (alla födda 1984).                   |
| 2006 höst         | Blender, Zlips, Highlights        | Boogart, Perikles, Wahlströms   | Boogart gör sin sista spelning på maran hösten 2006.                                   |
| 2007 vinter       | Zlips, Date, Scotts               | Perikles, Blender, Casanovas    |                                                                                        |
| 2007 höst         | Blender, Highlights, Expanders    | Perikles, Shake, Zlips          | Shake gör sin första spelning på maran.                                                |
| 2008 vinter       | Zlips, Highlights, Casanovas      | Blender, Shake, Stage           |                                                                                        |
| 2008 höst         | Blender, Shake, Expanders         | Perikles, Zlips, Scotts         |                                                                                        |
| 2009 vinter       | Blender, Expanders, Zlips         | Shake, Titanix, Casanovas       |                                                                                        |
| 2009 höst         | Shake, Blender, Highlights        | Expanders, Perikles, Zlips      | Allehanda gör ett reportage om arrangemanget.                                          |
| 2010 vinter       | Blender, Highlights, Casanovas    | Gamblers, Shake, Jannez         |                                                                                        |
| 2010 höst         | Blender, Expanders, Highlights    | Zlips, Perikles, Voyage         |                                                                                        |
| 2011 vinter       | Zlips, Expanders, Titanix         | Blender, Shake, Voyage          | [ 1 ]                                                                                  |
| 2011 höst         | Voyage, Shake, Blender            | Expanders, Zlips, Dreams        | Voyage gör sin första spelning på maran.                                               |
| 2012 vinter       | Expanders, Shake, Stage           | Voyage, Blender, Dreams         |                                                                                        |
| 2012 höst         | Expanders, Blender, Dreams        | Zlips, Shake, Voyage            |                                                                                        |
| 2013 vinter       | Expanders, Voyage, Dreams         | Zlips, Blender, Pure Divine     | "Runt 1 000 dansglada i alla åldrar..."                                                |

## Med Lejonsson som arrangör
I början på 2013 köpte Nicklas Nyberg, en lokalt stor aktör på fastigheter, Folkets park av Örnsköldsviks kommun. I samband med detta kommer Lejonsson in som ny arrangör och eventet flyttas från Örnsköldsvik till Parkaden i Härnösand (med undantag för tre arrangemang 2014 och 2015).
| Upplaga 2013- | Ort & Dansställe            | Band fredagen                 | Band lördagen                       | Kommentarer - Artiklar                                              |
| ------------- | --------------------------- | ----------------------------- | ----------------------------------- | ------------------------------------------------------------------- |
| 2013 höst     | Härnösand - Parkaden        | Blender, Martinez, Voyage     | Expanders, Umbrella, Zlips          | Lejonsson tar över som arrangörer och maran flyttar till Härnösand. |
| 2014 vinter   | Härnösand - Parkaden        | Expanders, Jannez, Highlights | Zlips, Voyage, Radio                |                                                                     |
| 2014 höst     | Örnsköldsvik - Folkets Park | Blender, Casanovas, Radio     | Highlights, Umbrella, Zlips         | Allehanda har tre reportage om iarrangemanget.                      |
| 2015 vinter   | Örnsköldsvik - Folkets Park | Blender, Jannez, Zlips        | Expanders, Umbrella, Voyage         | Dansmaran firar 20 år !!                                            |
| 2015 höst     | Örnsköldsvik - Folkets Park | Blender, Highlights, Voyage   | Expanders, Finix, Looking Back Band |                                                                     |
| 2016 vinter   | Härnösand - Parkaden        | Date, Expanders, Jannez       | Blender, Highlights, Mannerz        | Maran är åter i Härnösand.                                          |
| 2016 höst     | Härnösand - Parkaden        | Blender, Expanders, Finix     | Dreams, Mannerz, Voyage             |                                                                     |
| 2017 vinter   | Härnösand - Parkaden        | Expanders, Jannez, Perikles   | Blender, Mannerz, Perikles          | Perikles återkommer och spelar båda kvällarna.                      |
| 2017 höst     | Härnösand - Parkaden        | Blender, Date, Highlights     | Expanders, Finix, Scotts            |                                                                     |
| 2018 vinter   | Härnösand - Parkaden        | Expanders, Jannez, Shine      | Blender, Mannerz, Perikles          |                                                                     |
| 2018 höst     | Härnösand - Parkaden        | Blender, Fixie, Mannerz       | Callinaz, Expanders, Mannerz        |                                                                     |
| 2019 vinter   | Härnösand - Parkaden        | Excess, Expanders, Jannez     | Blender, Highlights, Perikles       |                                                                     |
| 2019 höst     | Härnösand - Parkaden        | Inställt P.g.a Pandemi        | Inställt P.g.a Pandemi              |                                                                     |